# Hell in a Cell (2015)
Cet article concerne l'édition 2015 du pay-per-view Hell in a Cell. Pour toutes les autres éditions, voir WWE Hell in a Cell.
L'édition 2015 d'Hell in a Cell est une manifestation de catch (lutte professionnelle) télédiffusée et visible uniquement en paiement à la séance ainsi que gratuitement sur la chaîne de télévision française AB1. L'événement, produit par la World Wrestling Entertainment (WWE), s'est déroulé le 25 octobre 2015 au Staples Center à Los Angeles, dans la Californie. Il s'agit de la septième édition d'Hell in a Cell, pay-per-view annuel qui, comme son nom l'indique, propose un ou plusieurs Hell in a Cell match en tête d'affiche.

## Contexte
Les spectacles de la WWE en paiement à la séance sont constitués de matchs aux résultats prédéterminés par les scénaristes de la WWE. Ces rencontres sont justifiées par des storylines — une rivalité avec un catcheur, la plupart du temps — ou par des qualifications survenues dans les émissions de la WWE telles que Raw, SmackDown, Superstars et Main Event. Tous les catcheurs possèdent une gimmick, c'est-à-dire qu'ils incarnent un personnage gentil ou méchant, qui évolue au fil des rencontres. Un pay-per-view comme Hell in a Cell est donc un événement tournant pour les différentes storylines en cours.

### The Undertaker contre Brock Lesnar
Le 6 avril 2014, lors de WrestleMania XXX, Brock Lesnar bat The Undertaker et met un terme à sa série d'invincibilité à 21-1. Lors de Summerslam, soit 16 mois plus tard, Undertaker bat Brock Lesnar dans un match de revanche. Lors de Night of Champions, il a été annoncé qu'Undertaker ferait face à Brock Lesnar dans le typique Hell in a Cell match à l'événement.

### Roman Reigns contre Bray Wyatt
Lors de Money in the Bank, Roman Reigns ne  remporte pas la mallette Money in the Bank à la suite d'une intervention de Bray Wyatt alors qu'il allait décrocher la mallette qui est remportée par Sheamus. Lors de Battleground, il perd contre Bray Wyatt à cause d'une intervention de Luke Harper. Lors de SummerSlam, Roman Reigns et Dean Ambrose battent Bray Wyatt et Luke Harper. Le lendemain à Raw, Roman Reigns et Dean Ambrose battent The Wyatt Family par disqualification après que Braun Strowman nouveau membre de la Wyatt Family les ait attaqué. Lors de Night of Champions, Roman Reigns, Dean Ambrose et leur partenaire mystère qui s’avère être Chris Jericho, perdent contre The Wyatt Family. Il est alors annoncé que Roman Reigns affrontera Bray Wyatt dans un Hell in a Cell match.

### Charlotte contre Nikki Bella
Lors de Night of Champions, Charlotte bat la championne qui a le règne le plus long à la WWE, Nikki Bella en remportant le WWE Divas Championship. Le 5 octobre, il est annoncé sur le site de la WWE que Charlotte affrontera Nikki Bella dans un match de revanche pour le titre des divas.

### Seth Rollins contre Kane
Lors de Night of Champions, Kane  revient de blessure en étant le "Démon Kane et a attaqué Seth Rollins après que Rollins ait conservé son titre de champion du monde poids lourd de la WWE contre Sting. En direct du Madison Square Garden, le Démon Kane a attaqué Rollins après avoir perdu face à John Cena dans un Steel Cage match. Le 5 octobre à Raw, Stephanie McMahon a annoncé que Rollins défendrait son titre face au Démon Kane à l'événement, mais si le Démon Kane perd, le Corporate Kane sera démit de ses fonctions de directeur des Opérations.

### The New Day contre The Dudley Boyz
Lors de Night of Champions, The Dudley Boyz battent les champions par équipe The New Day par disqualification, par conséquent, ils ne parviennent pas à gagner les championnats par équipe de la WWE. En direct du Madison Square Garden, The Dudley Boyz ont à nouveau battu The New Day par disqualification. Le 5 octobre à Raw, Stephanie McMahon a annoncé que The New Day défendront leurs titres face aux Dudley Boyz lors de l'événement.

### Ryback contre Kevin Owens
Lors de Night of Champions, Ryback perd son titre contre Kevin Owens. À la suite de cela il est annoncé que Kevin Owens affrontera Ryback dans un match de revanche pour le titre intercontinental lors de l'événement. 

## Tableau des matchs
| #       | Match                                                                                           | Stipulation | Durée |
| ------- | ----------------------------------------------------------------------------------------------- | --- | ----- |
| Kickoff | Dolph Ziggler, Cesaro et Neville battent Rusev, Sheamus et King Barrett                         | Six-man Tag Team Match | 11:30 |
| 1       | Kevin Owens (c) bat Ryback                                                                      | Match simple pour le WWE Intercontinental Championship | 5:35  |
| 2       | Roman Reigns bat Bray Wyatt                                                                     | Hell in a Cell match | 23:03 |
| 3       | Charlotte (c) bat Nikki Bella                                                                   | Match simple pour le WWE Divas Championship | 10:39 |
| 4       | Alberto Del Rio (avec Zeb Colter) bat John Cena (c)                                             | Match simple pour le WWE United States Championship | 7:48  |
| 5       | The New Day (c) (Big E et Kofi Kingston) battent Dudley Boyz (Bubba Ray Dudley et D-Von Dudley) | Tag team match pour le WWE Tag Team Championship | 8:24  |
| 6       | Seth Rollins (c) bat Kane                                                                       | Match simple pour le WWE World Heavyweight Championship Si le Demon Kane perd, le Corporate Kane sera retiré de ses fonctions de Directeur des Opérations. | 14:35 |
| 7       | Brock Lesnar (avec Paul Heyman) bat The Undertaker                                              | Hell in a Cell match | 18:10 |